# Voskresensk
Voskresensk (rusky: Воскресенск) je město v Rusku, administrativní centrum Voskresenského rajonu v Moskevské oblasti. Město se nachází asi 88 km jihovýchodně od Moskvy, na břehu řeky Moskvy. 
Podle sčítání lidu z roku 2002 zde žije 77 871 obyvatel. 

## Historie

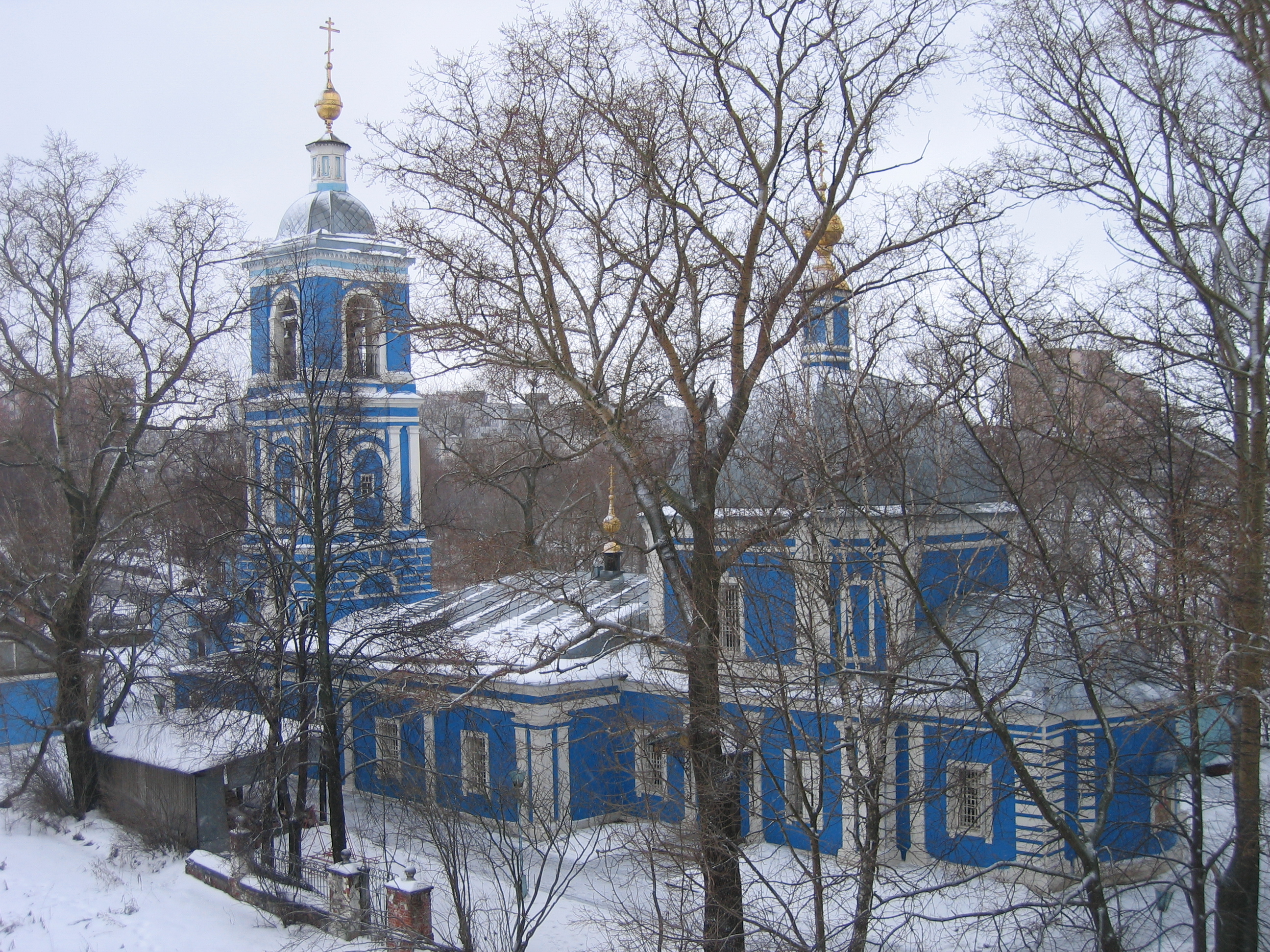
Chrám svatého Jana Zlatoústého

Voskresensk byl založen v roce 1862, status města získal v roce 1938.

## Významní rodáci
Ve městě se narodilo několik významných osobností, např. hudební skladatel Alexandr Grigorjevič Česnokov, a zejména pak ledních hokejistů, jako Igor Larionov a další sovětského národního mužstva, jako Vjačeslav Kozlov, Valerij Kamenskij, Andrej Lomakin, Alexandr Smirnov, Vladimir Golikov, Alexandr Golikov, Alexandr Ragulin, German Titov, Igor Ulanov, Sergej Berezin, Dmitrij Kvartalnov, Roman Oksiuta či Valerij Zelepukin. Mezi mladší hráče NHL z Voskresenska patří Andrej Markov, Andrej Loktionov či Vladislav Naměstnikov.